# Великое делание

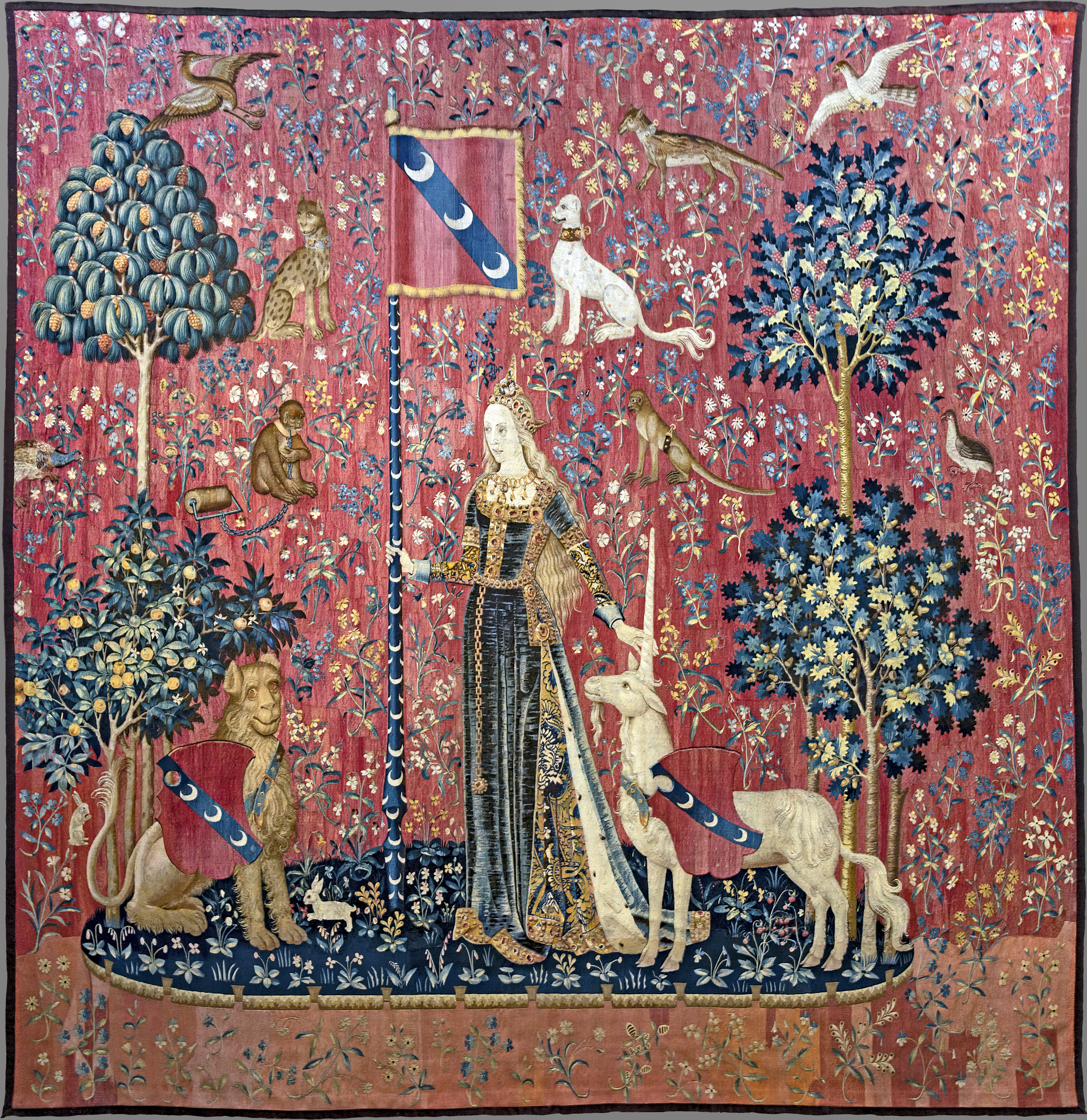
Дама с единорогом. Осязание. Гобелен XV века. Париж, музей Клюни. С точки зрения алхимиков (в том числе Фулканелли), единорог — символ решающей стадии Великого делания

Великое делание (лат. magnum opus) — в алхимии процесс получения философского камня (иначе именуемого эликсир философов), а также достижение просветлённого сознания, слияния духа и материи. Некоторые из алхимиков утверждали, что им удалось успешно осуществить Великое делание; в их числе Николя Фламель и Калиостро.
Элифас Леви, один из первых современных церемониальных магов и вдохновитель Герметического ордена «Золотой зари», даёт такое определение:

Великое делание, прежде всего, создание человеком себя самого, то есть, полное и всеобщее раскрытие его способностей, власть над своей судьбой, и, в особенности, совершенное освобождение его воли.

## Стадии Великого делания

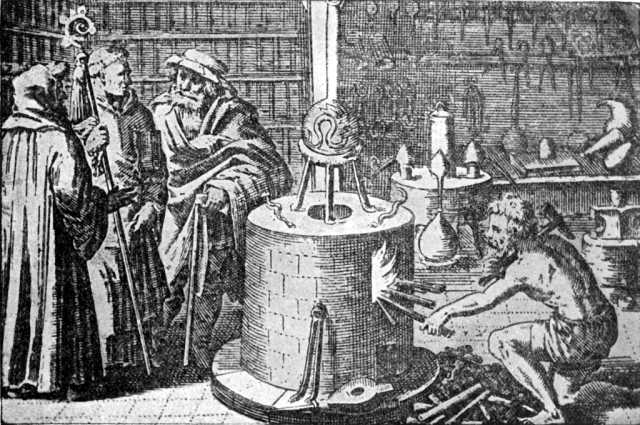
Алхимическая лаборатория

Великое делание состоит из различных операций (кристаллизация, выпаривание, сублимация и т. д.) и включает в себя несколько этапов, характеризующихся цветовыми изменениями компонентов: так называемые «чёрная», «белая», «жёлтая» и «красная» стадии (nigredo, albedo, citrinitas и rubedo).
- Нигредо — подготовительная стадия, связанная со свинцом. Аллегорией нигредо в алхимической символике обычно являлся ворон.[6] На этой стадии имеет место растворение Философского Меркурия и коагуляция Серы.
- Альбедо — из получившейся светящейся жидкости выпаривают шлаки, в результате чего должен получиться малый эликсир (Aqua Vitae), способный превращать металлы в серебро.

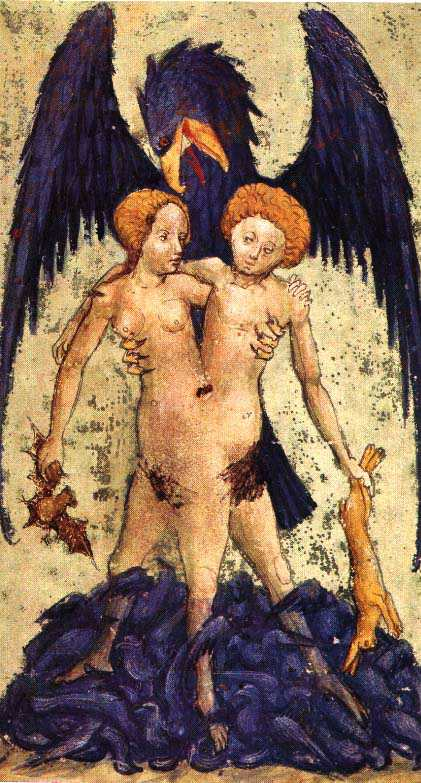
Изображение ребиса в виде андрогина. Из рукописи XV века «Aurora Consurgens». Цюрих, Центральная библиотека

- Цитринитас — третья стадия, выделялась только ранними алхимиками. Её описание не сохранилось.
- Рубедо — четвёртая и последняя стадия — осуществление нового союза (брака) Меркурия и Серы. Рубедо связано с планетой Юпитер и Солнцем, с четвёртой лунной фазой. Продуктом рубедо является великий эликсир, или магистерий.

Количество необходимых для реализации философского камня компонентов разными алхимиками понималось по-разному (к Меркурию и Сере, составляющим вместе так называемый ребис, некоторые из них добавляли Соль).

## Связь с наукой
У средневековых алхимиков явно не хватало знаний для трансмутации одних химических элементов в другие, а философский камень с точки зрения современной науки — абсолютный вымысел. Хотя и были случаи, когда алхимики утверждали, что получили алхимическим путём золото из других металлов и создали философский камень, реального подтверждения этим словам нет. Процесс получения золота из ртути был успешно проведен лишь в XX веке во время ядерной реакции, но полученное таким образом золото очень дорогое и не окупает своё производство. Тем не менее эти алхимические опыты стали основой для такой серьёзной науки как химия и внесли в её развитие определённый вклад.